# Ludwig von Rücker
Ludwig von Rücker (* 2. Juni 1865 in Fürth; † 8. Januar 1949 in Augsburg) war ein deutscher Verwaltungsjurist.

## Leben
Ludwig von Rücker studierte an der Ludwig-Maximilians-Universität München. 1885 wurde er im Corps Isaria recipiert. Nach dem Studium diente er als Einjährig-Freiwilliger. Später wurde er Reserveoffizier. Zuletzt war er Major der Reserve im Königlich Bayerischen Infanterie-Leib-Regiment. Im Anschluss an den Militärdienst trat er in den bayerischen Staatsdienst ein und wurde Akzessist bei Regierung von Oberbayern. Im März 1894 wurde er zum Bezirksamtsassessor in Pfaffenhofen ernannt. Im Mai 1900 wechselte er in gleicher Funktion zum Bezirksamt München II. Nachdem er bereits 1900 vorübergehend als Hilfsreferent bei der Regierung von Oberbayern tätig gewesen war, wurde er im August 1902 als Regierungsassessor zur dortigen Regierung versetzt, wechselte aber bereits im Oktober desselben Jahres in das Staatsministerium des Innern. Im Oktober 1904 wurde er Bezirksamtmann in Aschaffenburg. Im August 1909 wurde er zum Regierungsrat bei der Regierung von Schwaben und Neuburg ernannt und bei der Kammer des Innern tätig.
Am Ersten Weltkrieg nahm Rücker 1916 als Führer des 1. Landsturm-Infanterie-Bataillons in Mindelheim sowie ab 1917 als höherer Zivilverwaltungsbeamter im Range eines Oberregierungsrates bei der Etappeninspektion der 6. Armee in Belgien teil. Nach Kriegsende als Oberregierungsrat wieder bei der Regierung von Schwaben und Neuburg tätig, wechselte er im Juli 1922 als Direktor der Kammer des Innern zur Regierung von Niederbayern. Im Oktober 1924 wechselte er als Direktor der Kammer des Innern und Stellvertreter des Regierungspräsidenten zur Regierung von Oberbayern. Von September  seiner Pensionierung im September 1930 war er Regierungspräsident der Regierungsbezirk Oberpfalz. Anschließend lebte er bis zu seinem Tod in Augsburg.

## Auszeichnungen
- Königlich Bayerischer Kämmerer
- Ehrenmitglied des Corps Isaria[2]